# Torau
Le torau (ou rorovana) est une des langues de Nouvelle-Irlande, parlée par 600 locuteurs, dans la province de Bougainville, sur la côte sud-est, au nord de Kieta. Il a fortement décliné en nombre durant les 150 dernières années[Quand ?].